# Zwarte Meer
Zwarte Meer, dlnsaks. Zwärte Meer (Czarne Jezioro) – jezioro w prowincjach Flevoland i Overijssel w Holandii, do którego wpływa rzeka Zwarte Water.